# Лара, Хесус
Хесус Лара Лара (исп. Jesús Lara Lara; 1 января 1898 — 6 сентября 1980) — боливийский писатель

, романист, поэт, лингвист, индихенист, журналист и политик. Член Национального союза поэтов и писаталей Кочабамбы. Писал на испанском и язык кечуа.

## Биография
Лара родился в маленьком местечке Муэле (ныне Вилья-Риверо) близ города Кочабамба. Его индейская семья жила в нищете, однако родители сделали всё, чтобы дать своему сыну среднее образование в Кочабамбе. Уже с раннего возраста проявились его склонности к литературе, и он принял участие в нескольких литературных конкурсах.
Некоторое время изучал право. В начале 1920-х был секретарём Университета Сан-Симон в Кочабамбе. Начал работать в сфере журналистики в 1920 году, в Ла-Пасе, корректором и редактором газеты «Свободный человек» («El Hombre Libre»), у Франца Тамайо, к чьему литературному кружку примыкал. В том же году в течение нескольких месяцев работал в «Родине» («La Patria»), в Оруро, под руководством Деметрио Канелаша и в «Республиканце» («El Republicano») у Даниэля Саламанки в Кочабамбе. В 1943 году сотрудничал во «Временах» («Los Tiempos») в Кочабамбе.
Во время Чакской войны с Парагваем в качестве рядового сражался в рядах боливийской армии на линии фронта, и этот опыт оставил отпечаток на всю его жизнь. После демобилизации вернулся на работу директором публичной библиотеки города Кочабамба (где трудился с 1923 года), однако был смещён со своей должности за участие во всеобщей забастовке учителей. Затем преподавал и вёл научную работу в столичном университете, был одним из ведущих исследователей кечуанской литературы, составил кечуа-испанский словарь, подготовил издание гимнов кечуа и «Доклада о древностях этого королевства Перу».
Впоследствии неоднократно подвергался преследованиям и тюремному заключению за свою деятельность в качестве члена Коммунистической партии, в которой состоял с 1952 года. В 1956 году он был кандидатом партии на пост вице-президента Боливии. Хесус Лара участвовал в движении борцов за мир и присутствовал на Конгрессе народов мира в Вене в 1952 году, а в 1953 году посетил Советский Союз. Покинул ряды КПБ в 1969 году, назвав действия высокопоставленных руководителей партии (Марио Монхе и Колле Куэто Хорхе) предательством Че Гевары.
Литературная деятельность Лары, в основном поднимающая социальные проблемы коренных народов, принесла ему многочисленные награды и отличия, в том числе почетную докторскую степень Университета Сан-Симон-де-Кочабамба в 1979 году. Наиболее значительные книги писателя — поэтический сборник «Аравиу, Аравику» («Arawiy, Arawiky», 1927), «Репете, дневник участника войны в Чако» («Repete: Diario de un hombre que fue a la guerra del Chaco», 1937), «Суруми» («Surumi», 1943), «Янакуна» («Yanakuna», 1952, рус. пер. 1958), «Яуарнинчих» («Yawarninchij», 1959; в рус. пер. 1962 — «Наша кровь»), «Синчикай» («Sinchikay», 1962; в рус. пер. 1966 — «Мужество») — издавались во многих странах Латинской Америки. В придачу к португало- и англоязычным переводам, его книги переводились в СССР и странах «Восточного блока» (на русский, украинский, польский, чешский, венгерский, немецкий, румынский, албанский языки).

## Переводы на русский
- Хесус Лара. Янакуна: Роман / Пер. с исп. Д. Дьяконова. — М.: Изд-во Иностранной Литературы, 1958.
- Хесус Лара. Наша кровь: Роман. — М.: Изд-во Иностранной Литературы, 1962.
- Хесус Лара. Мужество: Роман. — М.: Прогресс, 1966.